# WRS (Sänger)

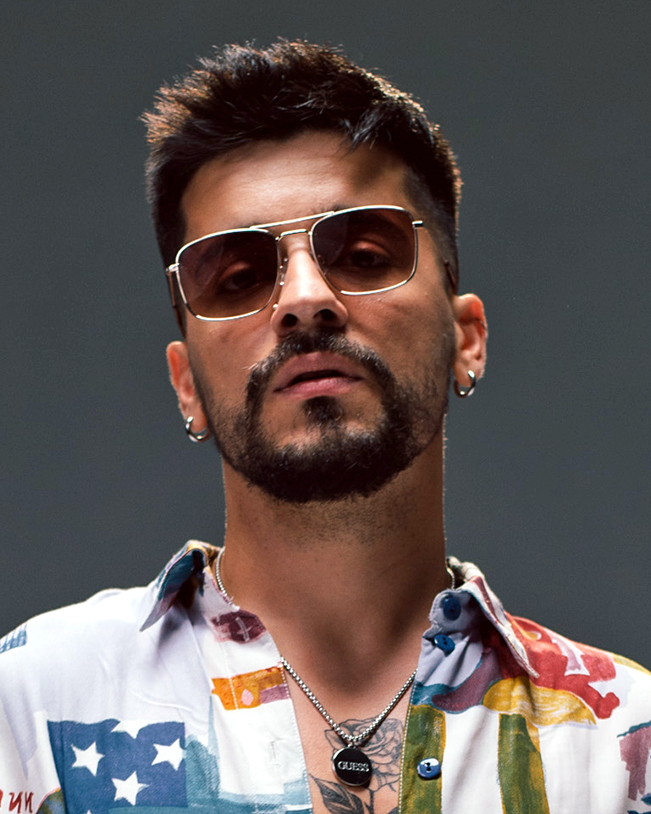
WRS, 2014

Andrei-Ionuț Ursu (* 16. Januar 1993 in Buzău), bekannt als WRS (IPA für rumänisch Urs), ist ein rumänischer Singer-Songwriter und Tänzer. Er hat Rumänien beim Eurovision Song Contest 2022 in Turin mit dem Lied Llámame vertreten.

## Werdegang
Andrei fing seine Tanzkarriere bei Castingshows an – er arbeitete für Românii au talent und Vocea României, die rumänischen Ausgaben von Got Talent und The Voice. Darüber hinaus arbeitete er mit einigen rumänischen Popgrößen zusammen, wenn sie in Shows des Senders Pro TV auftraten.
2015 wurde er Teil der rumänischen Boyband Shot und startete seine Karriere in der Musik. Nach zwei Jahren verließ er die Band und zog nach London, wo er anfing, Musik zu schreiben. Im Januar 2020 erhielt er einen Plattenvertrag und veröffentlichte sein erstes Lied Why, das bisher mehr als eine Million Mal auf Youtube angesehen bzw. mehr als 400.000 Mal auf Spotify gestreamt worden ist.
Am 5. März 2022 gewann er den rumänischen Vorentscheid Selecția Națională mit seinem Lied Llámame und durfte daher sein Land beim Eurovision Song Contest 2022 vertreten. Er schaffte es bis ins Finale, wo er Platz 18 erreichte.

## Diskografie

### Alben
- 2023: Fiesta ’23

### EPs
- 2022: Mandala

### Singles
- 2020: Why
- 2020: No Weight
- 2020: Hadi
- 2020: La Răsărit
- 2020: All Alone
- 2021: Amore (mit İlkan Günüç, Cristi Nitzu, Moonsound)
- 2021: Maui (mit Killa Fonic)
- 2021: Tsunami
- 2021: Leah (mit Iraida)
- 2022: La Luna
- 2022: Dalia
- 2022: Don’t Rush
- 2022: Llámame
- 2022: Lily
- 2022: If You Were Alone (mit Andromache)
- 2022: La Melodia
- 2022: Me Flipa
- 2022: Bamboléo (mit David Goldcher)
- 2023: Dale
- 2023: I Like It (mit Gran Error)
- 2023: One Family
- 2023: Ocean Eyes (mit Monoir)
- 2023: Cel mai eu (mit Holy Molly)